# 형수님은 열아홉 (2004년 드라마)
《형수님은 열아홉》은 2004년 7월 28일부터 2004년 9월 23일까지 방영된 SBS 드라마 스페셜이다. 1999년 KBS 일요베스트에서 방영된 동명의 단막을 리메이크한 것이지만 원작과는 상이한 부분이 많은 작품이다. 한편 탤런트 신동미가 해당 작품의 OST 제작에 참여하여 '다시 시작해'를 불러 화제가 되었다.

## 등장 인물

### 주요 인물
- 정다빈 : 한유민 / 정혜원 역 (아역 정채은)
- 윤계상 : 강승재 역
- 김재원 : 강민재 역
- 김민희 : 최수지 역 (아역 서지희)

### 유민의 주변 인물
- 홍요섭 : 정준석 역 - 혜원이 아버지, 대기업 회장의 아들
- 이보희 : 박영란 역 - 혜원이 어머니 (특별출연)
- 윤주상 : 정건우 역 - 혜원의 할아버지, 대기업 회장

### 민재·승재의 주변 인물
- 박원숙 : 임청옥 역 - 삼남매의 어머니
- 서지혜 : 강예림 역 - 승재의 이란성 쌍둥이 동생
- 임현경 : 민서현 역 - 민재의 첫사랑

### 수지의 주변 인물
- 이혜숙 : 송경화 역 - 수지의 어머니

### 그 외 인물
- 허정민 : 한강표 역 - 유민의 동생
- 우경하 : 채소나 역 - 유민의 친구
- 김승민 : 태우 역 - 민재의 병원 동료
- 서동원 : 신창조 역 - 승재의 고등학교 동창
- 이재훈
- 이근희
- 박영재
- 서동원
- 최승경
- 남창희
- 홍재훈
- 강승연
- 장한
- 이경순
- 이화진
- 김은경
- 박정선
- 김동균
- 김형범
- 김택훈
- 신아
- 임현경
- 정하나
- 박지영
- 설한솔
- 신종훈
- 강예원
- 양지선
- 김진호
- 김기준
- 전성우
- 황보라
- 장은비
- 김대성
- 박소연
- 김보국
- 맹봉학
- 염정구
- 김철수
- 유지형
- 성한나
- 은채
- 김보라 : 디자인실 부하 여직원 역
- 여호민
- 이승민
- 민경조